# Katastrofa lotu Swissair 306
Katastrofa lotu Swissair 306 – katastrofa lotnicza lotu nr 306 szwajcarskich linii Swissair, w wyniku której zginęło 80 pasażerów i członków załogi.

## Przed startem
Mglistym świtem 4 września 1963 roku, w porcie lotniczym Zurych-Kloten, do rejsu nr 306 (SR-306) przygotowywał się dwusilnikowy Sud Aviation SE-210 Caravelle III, zarejestrowany, jako HB-ICV i ochrzczony nazwą szwajcarskiego miasta – Szafuza. Na lot do Rzymu – z postojem w Genewie – zgłosiło się 74 pasażerów i sześcioosobowa załoga, na której czele stał kapitan Eugen Hohli z dziesięcioletnim doświadczeniem w liniach Swissair. W kokpicie towarzyszył mu II pilot – Rudolf Widmel.

## Katastrofa
Rejs nr 306 do Genewy wystartował trzynaście minut po godzinie szóstej rano, po chwili rozpoczynając wznoszenie na wysokość przelotową 4570 m. Jednak gdy w siedem minut później dotarł na poziom 2700 m, rozpoczęły się problemy z nabieraniem wysokości – samolot zaczął powoli obniżać pułap lotu.
Po wykonaniu lekkiego skrętu na lewe skrzydło, odrzutowiec zaczął gwałtownie tracić wysokość, by po chwili wejść w głębokie nurkowanie. Podczas opadania – o 6.21 – załoga wysłała do kontrolerów lotu informację: „Zurych! Zurych! Swissair 306! Mayday! Mayday! Mayday!” Minutę później, samolot runął na przedmieścia Durrenasch – na wysokości 559 m n.p.m., 35 km od zuryskiego portu lotniczego. Zginęli wszyscy na pokładzie – 80 osób. Ostatnią informacją wysłaną z pokładu Swissair było urwane w połowie zdanie: „SR 306: straciliśmy wszystko, jesteśmy bez...”

## Przyczyny
Na podstawie zeznań naocznego świadka śledczy wiedzieli, iż o 6.17 za lewą stroną samolotu – tą, na którą maszyna przechyliła się w trzy minuty potem – ciągnęła się biała smuga dymu, a w chwilę później długi płomień pożaru.
Jak dowiedzieli się śledczy: o 6.05 (na osiem minut przed startem) piloci powiadomili kontrolerów lotniska, że pokołują przez połowę długości pasa nr 24 (z którego startowali), by zapoznać się z panującą na nim sytuacją pogodową. Podczas wykonywania manewru załoga używała co jakiś czas znacznej mocy silnika – najprawdopodobniej w próbie choć częściowego rozpędzenia mgły. Następnie – o 6.12 – powrócili na miejsce startowe i po chwili otrzymali pozwolenie na start.
W raporcie zapisano: „Katastrofę spowodowało zniszczenie ważnych części samolotu przez pożar, wywołany przegrzaniem hamulców podczas fazy kołowania.”